# Masaki Fukai
Masaki Fukai (jap. 深井 正樹 Fukai Masaki; ur. 13 września 1980) – japoński piłkarz występujący na pozycji napastnika.

## Kariera klubowa
Od 2003 do 2016 roku występował w klubach Kashima Antlers, Albirex Niigata, Nagoya Grampus, JEF United Chiba, V-Varen Nagasaki i SC Sagamihara.